# Villa Frihed
Villa Frihed er et hus bygget i 1870 af H. D. Kloppenborg. Over hoveddøren står både hans og hans kones navne. Det ligger stik syd for Skibelund Krat og ca 150 m nord for Frihedsbroen. Huset blev bygget for det tilfælde at han fik brug for at søge asyl for de prøjsiske myndigheder syd for Kongeåen, der dengang udgjorde grænsen mellem Danmark og Tyskland. Næsten med det samme fik huset stor betydning for de sønderjyske bønder.
Villa Frihed er nært forbundet med Askov Højskole
- Frihedsbroen og Villa Frihed set fra åens sydside